# Schupfart
Schupfart is een gemeente en plaats in het Zwitserse kanton Aargau en maakt deel uit van het district Rheinfelden.
Schupfart telt 757 inwoners.